# Ivande Kaija
Ivande Kaija (13. října 1876 panství Jumpravmuiža, farnost Jumprava, gubernie Livonská, Ruské impérium – 2. ledna 1942, Riga, Lotyšská republika) je pseudonym, česky Ivande Racek, vlastním jménem Antonija Lūkina, rozená Antonija Melder-Millerová byla lotyšská spisovatelka, publicistka, feministka a politická aktivistka. Usilovala o nezávislost Lotyšska a rovnoprávnost žen a mužů v nezávislém Lotyšku. V roce 1918 spoluzaložila svaz usilující o volební právo žen a v roce 1920 se její veřejná sbírka Zlatý fond stala základem zlaté rezervy nového lotyšského státu. V literárním světě byla velmi populární ve 20. a 30. letech 20. století a v roce 1926 obdržela nejvyšší lotyšské vyznamenání Řád tří hvězd. Ačkoli většina jejích prací byla za sovětské éry (20. června 1940 – 4. května 1990) zakázána, později se staly opět populárními. Byla zařazena do akademické encyklopedie „100 lotyšských žen v kultuře a politice“ vydané v roce 2008.

## Životopis

### Raná léta
Antonija Melderová-Millerová se narodila 13. října 1876 na panství Jumpravmuiža ve farnosti Jumprava v Livonské gubernii v Ruském impériu do rodiny zámožného podnikatele a statkáře Miķelise Miller-Meldera a jeho manželky Matildy, rozené Flintmanové. Majetní rodiče dívce mohli poskytnout vynikající vzdělání.
V roce 1879 se rodina přestěhovala na Torņakalns – prestižní předměstí Rigy, kde v roce 1881 začala chodit do základní školy. Ve studiu pokračovala na rižském ruském ženském Lomonosově gymnáziu (1887–1895). Svou první povídku Trīs jaungada naktis (Tři novoroční noci) napsala jako šestnáctiletá školačka v roce 1892.
Po ukončení střední školy v roce 1895 odjela na Kavkaz, kde pracovala jako rodinná učitelka. V letech 1900–1901 studovala filozofii a dějiny umění na univerzitě v Bernu a Lipsku. Zajímala se o hudbu a umění. Mluvila plynně rusky, anglicky, francouzsky, německy, italsky a na gymnáziu studovala latinu a řečtinu. V roce 1901 zanechala studií a 15. listopadu se provdala za svého přítele ze školy Fēlikss Lūkinse, pozdějšího významného lotyšského oftalmologa a jednoho ze zakladatelů Lotyšské lékařské společnosti. Do roku 1910 žila v Lotyšsku a s Fēliksxem Lūkinsem měli tři děti – dceru Silviji a syny Haraldse a Ivarse.

### Začátek spisovatelské dráhy
V roce 1910 se její vztah s manželem zkomplikoval. Rozhodla se pokračovat ve studiu a děti ponechala u manžela. Odjela do Francie a navštěvovala přednášky na Sorbonně i takzvanou školu žurnalistiky. Ve volném čase cestovala po Francii, Itálii a Švýcarsku. Odcestovala do Švýcarska, kde ve vesnici Castagnola poblíž Lugana žili v exilu lotyšští básníci Rainis a Aspazija. Vztah se staršími spisovateli byl významným mezníkem na její dráze budoucí spisovatelky. V Castagnole se měl také údajně zrodit pseudonym Ivande Kaija, pod kterým se později proslavila. Mělo se tak stát, když se během své návštěvy procházela s Aspazijí na hřbitově v Luganu. Zaujmout ji měla socha na jednom z pomníků – racek se zlomenými křídly, a měla říci: „To asi budu já.“ Tak měl vzniknout její pseudonym „Kaija“ (racek).
Brzy poté se byla nucena vzdát návštěv přednášek na Sorbonně. Narůstaly její problémy se sluchem, které se objevily při studiích v Lipsku v roce 1901. Ani z první řady nedokázala rozpoznat slova vyslovená přednášejícím od katedry (od učitelského stolku na vyvýšeném místě u tabule). V lednu 1911 o tom napsala s hořkostí Aspaziji: „Nečekala jsem, že se můj sluch tak zhorší. Postupně se s tím smiřuji a ponořuji se do knih. Nyní už alespoň jasně vím, že můj pracovní prostor je – čtyřstěnná místnost“.
Po návratu do Rigy v roce 1913 vydala svou první knihu, román Prvotní hřích (Iedzimtais grēks), který napsala během čtyř měsíců. První část románu vycházela na pokračování v literární příloze novin Dzimtenes Vēstnesis (Věstník vlasti, čísla 2–29, 3. ledna až 3. února 1913, Riga). V plném rozsahu román v roce 1913 vydalo nakladatelství Valters un Rapa. Velmi zarezonoval – vyvolal velké pozdvižení. Fēlikss Lūkins byl po přečtení rukopisu pohoršen a označil jej hlásáním pornografie. Někteří kritici byli po zveřejnění románu zděšeni „nemravným textem“. Jiní však v románu našli hluboce skryté pocity a touhu mluvit o věcech, o kterých není zvykem mluvit na veřejnosti. Psala otevřeně o ženské sexualitě a přitažlivosti, což by nemělo být považováno za hřích – skutečným hříchem je život v manželství bez skutečné duchovní a fyzické lásky. Stejnými právy a požadavky na muže a ženy, vyžadující uznání sexuality žen a jejich práva na její užívání, vykresluje sexualitu jako přirozený jev. Zároveň nepovažuje za zločin, když někdo vychovává nemanželské děti.

Osobní štěstí člověka závisí v největší míře na tom, do jaké míry našel harmonii v lásce. (Mám zde na mysli pouze lásku sexuální.) O lásce zpívali básníci po celém světě, ale jen málokdo se zabýval její podstatou. Je to v jistém smyslu nevděčný úkol, protože láska vždy zůstane neřešitelnou hádankou Sfingy, největším a nejkrásnějším tajemstvím lidské duše, onou magickou silou, která lidstvo žene kupředu, obdařuje jedince velkými duchovními schopnostmi, odvahou k boji a sebeobětování až k sebezapření. Láska je však také věčným zdrojem utrpení. Zdálo by se, že jedním z úkolů lidstva by mělo být nalezení nejspravedlivější cesty ke štěstí mimo toto utrpení.
Hlavní myšlenkou mé práce je: vnést více jasnosti a pravdy do milostného života mezi mužem a ženou. Jsem toho názoru, že ve vztazích mezi pohlavími je potřeba absolutní pravdy, více tolerance a určité relativní, přiměřené svobody.
— Ivande Kaija, román „Prvotní hřích“ (lotyšsky Iedzimtais grēks)

Po vypuknutí první světové války byl Fēlikss Lūkins mobilizován do ruské armády jako vojenský lékař a jeho rodina ho následovala do Petrohradu, Moskvy a na Krym.

### Veřejně známá osobnost
V roce 1917 se se svou dcerou vrátila do Rigy a publikovala články na podporu svrchovanosti (nezávislosti) Lotyšska. Během vzniku Lotyšského státu se aktivně podílela na veřejné činnosti. V roce 1918 se stala jednou ze zakladatelek Lotyšského svazu žen (Latvijas Sieviešu Asociācija), usilujícího o volební právo pro ženy. Napsala klíčové programové dokumenty spolku.
Její manžel Fēlikss Lūkins se vrátil v říjnu 1918. Dne 17. listopadu vznikla Lidová rada (Tautas padome), která 18. listopadu vyhlásila nezávislost Lotyšska – Lotyšskou republiku, a zformovala prozatímní vládu. Pár se ale držel od všech událostí stranou – Ivande kvůli svému špatnému sluchu a Fēlikss kvůli tuberkulóze, kterou odjel léčit do švýcarského Davosu v září 1919.
Během boje mladého lotyšského státu za nezávislost, týden po vstupu Bermontovců do Rigy na podzim 1919, se Ivande připojila k Lotyšskému ženskému pomocnému sboru (Latvijas sieviešu palīdzības korpuss). Pracovala v šicích dílnách, kde se připravovaly uniformy pro vojáky.
Od 18. října 1919 nastoupila jako zpravodajka francouzského tisku v informačním oddělení ministerstva zahraničních věcí Lotyšska. Působila v oblasti veřejného mínění. Dne 5. listopadu lotyšské noviny Latvijas Sargs (Strážce Lotyšska) otiskly její výzvu k lotyšským ženám, aby založily „Zlatý fond“ (Zelta fonds) a darovaly své cennosti na podporu boje za svobodu. Předseda vlády Kārlis Ulmanis ji pověřil, aby spravovala „Zlatý fond lotyšských žen“ (Latvju Sieviešu zelta fonds), do kterého lidé darovali vázy, poháry, zlaté řetízky, brýlové obruby, ocenění, medaile, žetony a nejčastěji snubní prsteny. Svými cennostmi přispěla do fondu také rodina Lūkinsových. Fēlikss daroval zlaté manžetové knoflíčky s diamanty, dcera Siljvija své zlaté šperky, nejstarší syn Haralds 5 rublů ve zlatě a nejmladší Ivars 3 ruble a 15 kopějek ve stříbře. Všichni ve prospěch nově vzniklého nezávislého státu – Lotyšské republiky. Shromážděno bylo celkem 1 179 zlatých a asi 3 370 stříbrných předmětů, včetně přibližně 200 snubních prstenů, které tvořily základ zlaté rezervy Lotyšské národní banky.

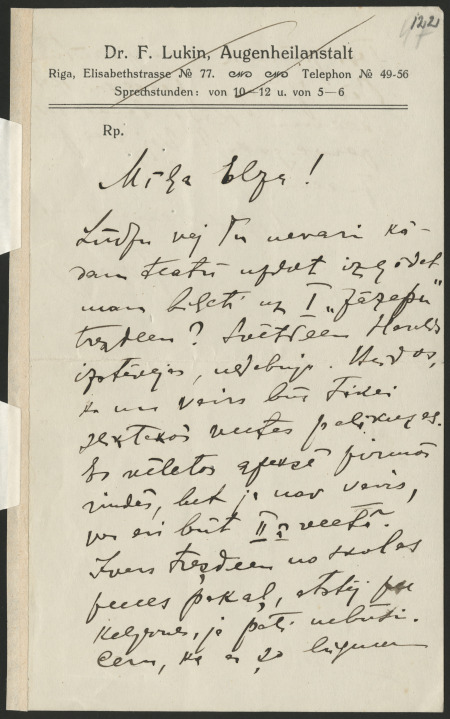
Dopis Ivande Kaiji Aspaziji z 15. listopadu 1920, přepis: Milá Elzo! Prosím, můžete někoho v divadle požádat, aby mi sehnal lístek na středu na I „Josefa“? V neděli Harald stál, ale nedostal. Obávám se, že teď už budou zbývat jen ta nejhorší místa. Chtěla bych dolní část prvních řad, ale pokud už tam nebudou, může to být klidně na místa II. Ivars to vyzvedne ve středu po škole, nech to u služebné, pokud tam nebudeš. Doufám, že s touto žádostí …

V letech 1920–1921 vedla rubriku literatury a umění v deníku Latvijas Sargs, kde pracovala a aktivně publikovala. Sehrála také důležitou roli při návratu básníků Rainise a Aspazije zpět do Lotyšska v roce 1920. Obdrželi značné množství dobročinných darů vybraných z její iniciativy a hodně pracovala s lotyšským veřejným míněním, které bylo vůči literárním klasikům ostražité kvůli jejich sociálně demokratickým sympatiím. V březnu 1921 se Fēlikss Lūkins mohl vrátit do Lotyšska a rodina se konečně znovu shledala. Bezprostředně poté však spisovatelka těžce ochrnula. Údajně v důsledku nervového vypětí přišla o zrak i sluch a až do konce života částečně ochrnula. Jejímu nejstaršímu synovi Haraldsovi bylo v té době 15 let.
V roce 1926 byla oceněna nejvyšším lotyšským státním vyznamenáním, Řádem tří hvězd. V letech 1928–1931 vyšly její sebrané spisy v deseti svazcích, včetně dosud nepublikovaných her, a také její deník značného historického významu z let 1918–1921.
V prosinci 1941 spisovatelku na cestě na vánoční bohoslužbu do starého luteránského kostela sv. Gertrudy srazilo německé vojenské nákladní auto. V bezvědomí byla převezena do nemocnice, kde 2. ledna 1942 zemřela. Pochována je na Lesním hřbitově v Rize.

### Rodina
Manžel Fēlikss Lūkins (6. února 1875 – 28. března 1934) byl vynikající oftalmolog, homeopat, vědec, veřejný činitel a vyznavač učení (doktríny) Živá Etika (Agni-jóga). Byl zakladatelem Lotyšské společnosti N.K. Rericha (viz Nikolaj Konstantinovič Rerich (1874–1947), otec Roerichova paktu z Washingtonu z 15. dubna 1935, také známého jako Washingtonský pakt (smlouva) o ochraně uměleckých a vědeckých zařízení a historických památek).
Měli tři děti – dceru Silviji a syny Haralda (Haralds) a Ivara (Ivars). Syn Haralds Lūkins (5. června 1906 – 8. února 1991) se stal významným lékařem. Byl gynekologem, naturopatickým terapeutem, veřejnou osobou a jedním z vedoucích představitelů Lotyšské společnosti N. K. Rericha, než byla zakázána v roce 1940. Byl také zástupcem (poslancem) v lotyšském parlamentu – Lidovém sněmu (Tautas Saeima). Za spolupráci s Rerichem byl v roce 1949 zatčen, poslán do uhelných dolů ve Vorkutě – do tábora Vorkuta, největšího gulagu evropské části Ruska 30. až 50. let 20. století, a po Stalinově (1878–1953) smrti byl převezen do gulagu u Archangelska, kde pracoval jako lékař. Propuštěn byl a domů mohl odjet v polovině roku 1956. Haraldsův syn Ariāns (*1936) je lotyšský plicní lékař (pneumolog) a Indars (* 1938) neurochirurg.

## Dílo a odkaz
Již první román se setkal se širokým ohlasem svým zaměřením na téma svoboda žen, zklamání v manželství a právo na štěstí, dosaženého mimo jiné sexuální emancipací (osvobozením). Román se setkal s kontroverzí. Údajně dokonce i manžel spisovatelky Fēlikss Lūkins byl proti jeho vydání a považoval jej za pornografický. Kaija publikovala řadu článků s podobnou tematikou v lotyšských periodikách. Na její výroky reagoval publicista a kněz Andrievs Niedra protestním článkem, v němž uvedl, že muži a ženy mají odlišná poslání, a proto jsou spisovatelkou proklamované požadavky na svobodu žen neopodstatněné.
V roce 1919 vydala svůj druhý román Jūgā (Pod útlakem), věnovaný kritickému chápání instituce manželství, „svědectví o duchovní (spirituální) a morální síle ženy“. V roce 1921 vydala hned dva romány najednou. Sfinksa (Sfinga), román napsaný o šest let dříve, kterému dominovalo téma duchovního hledání ženy usilující o ideální lásku, a Dzintarzeme (Jantarová země), pojednávající o starých Prusech v době jejich prvního setkání s křesťanstvím.

Spisovatel Pēteris Ērmanis v roce 1926 o Ivande Kaija napsal:
„Byla to žena, která ztělesňovala silná slova, boj za rovnost a především víru ve svou zemi. Jako veřejná aktivistka, aktivní novinářka a spisovatelka, jejíž román „Prvotní hřích“ způsobil v různých kruzích rozruch a dokonce výčitky, se Ivande Kaija stala nezapomenutelným fenoménem lotyšské kultury, literatury a společnosti.“
Lilija Brante v roce 1931 ve své knize Latviešu sieviete (Lotyšská žena) o Ivande Kaija napsala:
„nastoluje otázky moderní rodiny a manželství a snaží se rozplést nitky duše moderní ženy. Spisovatelka se vzácnou odvahou odhaluje problémy sexuálního života, zabývá se jeho etickými a erotickými projevy a často se dostává do konfliktu s morálními a etickými názory hluboce zakořeněnými ve společnosti. Díla Ivande Kaiji možná nejsou tak hodnotná z uměleckého hlediska, ale o to větší budí zájem, jako řešení nových problémů.“
V sovětském Lotyšsku byla díla Ivande Kaiji zakázána, stažena z knihoven i ničena. Některé její knihy byly znovu vydány (přetištěny) lotyšskými emigrantskými nakladateli.
Ačkoli byla řada jejích děl v sovětském období zničena, v posledních letech se znovu objevují.

Osudu „zapomenuté spisovatelky“ je věnován román Ingy Gaile Rakstītāja (Spisovatelka) z roku 2020. Podle Gaileové bylo důležité vyvrátit mýty o své předchůdkyni. Ukázat, že romány, které byly označovány jako pornografické, jsou ve skutečnosti naplněny „zarputilým smyslem pro spravedlnost“ a obhajují „věrné a čestné lidské vztahy“.
„V románu jsem psala také o sexualitě, protože se mi zdá, že psaní a sexualita často pocházejí ze stejného zdroje, kde se spojuje emocionalita, prožitek a touha tvořit. Moje zkušenost je, že jak psaní (vyprávění vlastního příběhu), tak sexualita jsou věci, na které chtějí úřady dohlížet a vytvářet překážky pro jejich svobodné vyjádření.“ Inga Gaile 

### Přehled vydaných děl (výběr)
- Sauslej kundze (Paní Sauslejová). K. Priedīša grāmatu apgādniecība Rīgā-Cēsīs-Ērgļos, 1905 (lotyšsky)
- Iedzimtais grēks (Prvotní hřích), 1913. (lotyšsky)[20]
- Dzintarzeme (Jantarová země), 1921. (lotyšsky)[21]
- Ivandes Kaijas kopoti raksti VII : dzintarzeme (Sebrané spisy Ivande Kaiji VII: jantarová země). Zelta Grauds, 1928. (lotyšsky)[22]
- Noveles, stāsti, biografija. Tilta apgāds, 1928. (lotyšsky)
- Kopoti raksti, VIII sējums (Sebrané spisy, svazek VIII). Zelta Grauds, 1931. (lotyšsky)
- Sfinga, 1957. (lotyšsky)[23]
- Jūgā (Pod útlakem), 1992. (lotyšsky)[24]
- Sfinksa (Sfinga), 1993. (lotyšsky)[25]